# گمینا گرابووو
گمینا گرابووو (به لهستانی:  Gmina Grabowo) یک گمینا در لهستان است که در شهرستان کولنو واقع شده‌است. گمینا گرابووو ۱۲۸٫۴۸ کیلومتر مربع مساحت و ۳٬۶۵۸ نفر جمعیت دارد.